# Sagy (Saône-et-Loire)
Pour les articles homonymes, voir Sagy.
Sagy est une commune française située dans le département de Saône-et-Loire, en région Bourgogne-Franche-Comté.

## Géographie
Sagy fait partie de la Bresse louhannaise.

### Communes limitrophes

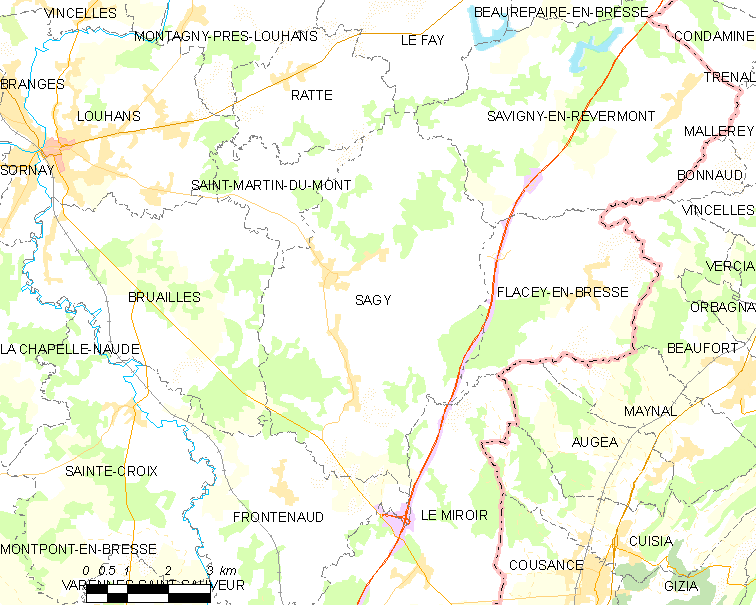
Situation de Sagy.

### Climat
Pour des articles plus généraux, voir Climat de la Bourgogne-Franche-Comté et Climat de Saône-et-Loire.
En 2010, le climat de la commune est de type climat océanique dégradé des plaines du Centre et du Nord, selon une étude du Centre national de la recherche scientifique s'appuyant sur une série de données couvrant la période 1971-2000. En 2020, Météo-France publie une typologie des climats de la France métropolitaine dans laquelle la commune est exposée à un climat semi-continental et est dans la région climatique Bourgogne, vallée de la Saône, caractérisée par un bon ensoleillement (1 900 h/an), un été chaud (18,5 °C), un air sec au printemps et en été et des vents faibles.
Pour la période 1971-2000, la température annuelle moyenne est de 11 °C, avec une amplitude thermique annuelle de 17,5 °C. Le cumul annuel moyen de précipitations est de 1 050 mm, avec 12 jours de précipitations en janvier et 8,2 jours en juillet. Pour la période 1991-2020, la température moyenne annuelle observée sur la station météorologique de Météo-France la plus proche, « Montpont », sur la commune de Montpont-en-Bresse à 12 km à vol d'oiseau, est de 11,8 °C et le cumul annuel moyen de précipitations est de 1 026,2 mm. 
La température maximale relevée sur cette station est de 40,3 °C, atteinte le 31 juillet 2020 ; la température minimale est de −16,5 °C, atteinte le 20 décembre 2009,,.
Les paramètres climatiques de la commune ont été estimés pour le milieu du siècle (2041-2070) selon différents scénarios d'émission de gaz à effet de serre à partir des nouvelles projections climatiques de référence DRIAS-2020. Ils sont consultables sur un site dédié publié par Météo-France en novembre 2022.

## Urbanisme

### Typologie
Au 1er janvier 2024, Sagy est catégorisée commune rurale à habitat dispersé, selon la nouvelle grille communale de densité à sept niveaux définie par l'Insee en 2022.
Elle est située hors unité urbaine et hors attraction des villes,.

### Occupation des sols
L'occupation des sols de la commune, telle qu'elle ressort de la base de données européenne d’occupation biophysique des sols Corine Land Cover (CLC), est marquée par l'importance des territoires agricoles (74,6 % en 2018), une proportion sensiblement équivalente à celle de 1990 (75,3 %). La répartition détaillée en 2018 est la suivante : prairies (37,8 %), zones agricoles hétérogènes (34 %), forêts (21,3 %), zones urbanisées (3,3 %), terres arables (2,8 %), zones industrielles ou commerciales et réseaux de communication (0,7 %), espaces verts artificialisés, non agricoles (0,1 %). L'évolution de l’occupation des sols de la commune et de ses infrastructures peut être observée sur les différentes représentations cartographiques du territoire : la carte de Cassini (XVIIIe siècle), la carte d'état-major (1820-1866) et les cartes ou photos aériennes de l'IGN pour la période actuelle (1950 à aujourd'hui).

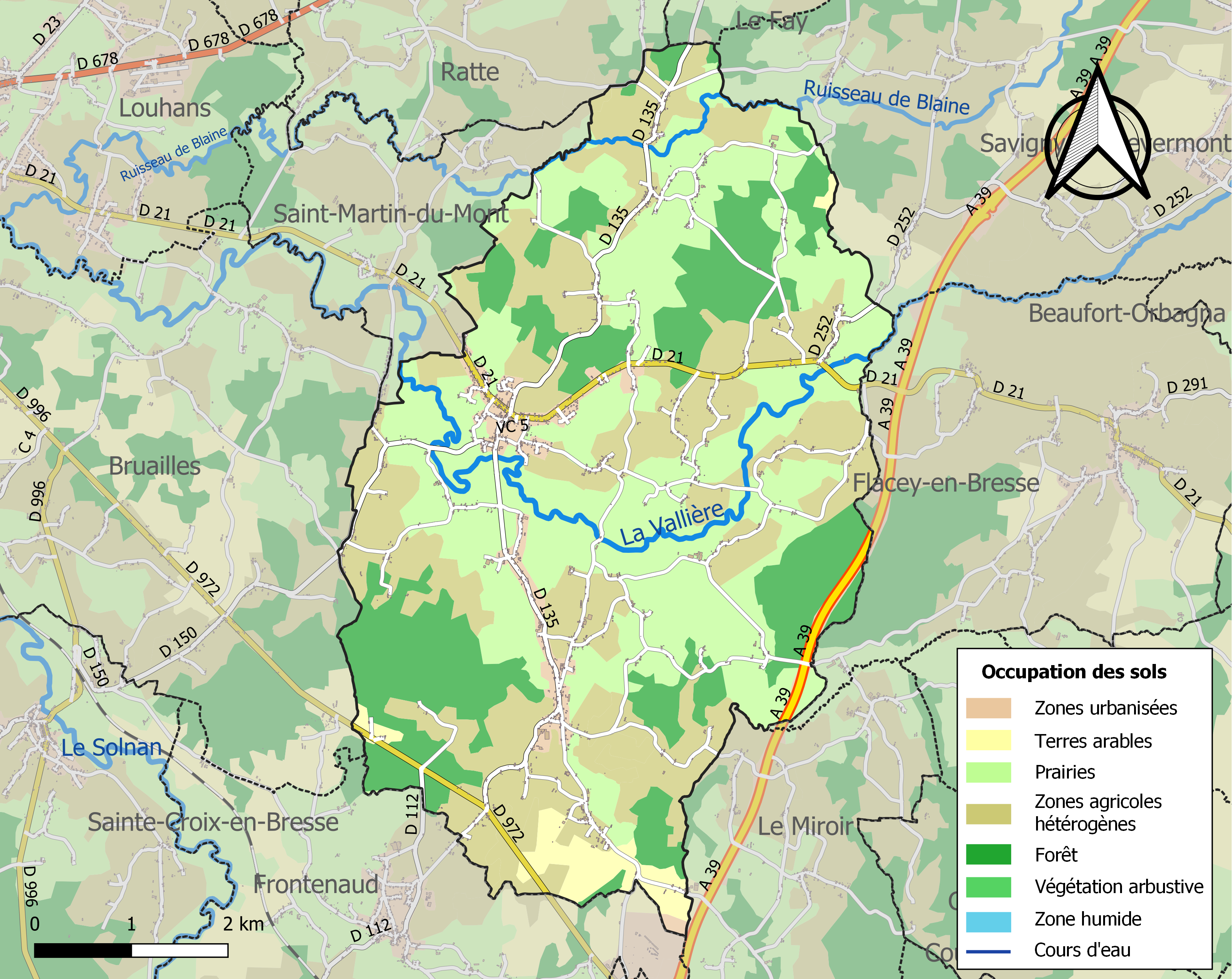
Carte des infrastructures et de l'occupation des sols de la commune en 2018 (CLC).

## Histoire
En 1289, le comte de Savoie Amédée V cède la seigneurie de Sagy au duc de Bourgogne Robert II.
Le 22 mars 1641, lors de la guerre de Comté, le village est incendié par les troupes du capitaine Lacuzon, patriote comtois, qui y commettent des exactions : « [...] sur le soleil levant, les gens de guerre du comté de Bourgogne parurent du côté du village de La Varenne, en nombre de 250 chevaux et environ 1 000 à 1 100 hommes de pied, auquel lieu et en toutes les maisons il y mirent le feu, et de là se jetèrent au village de Novillard [...] ».

## Politique et administration

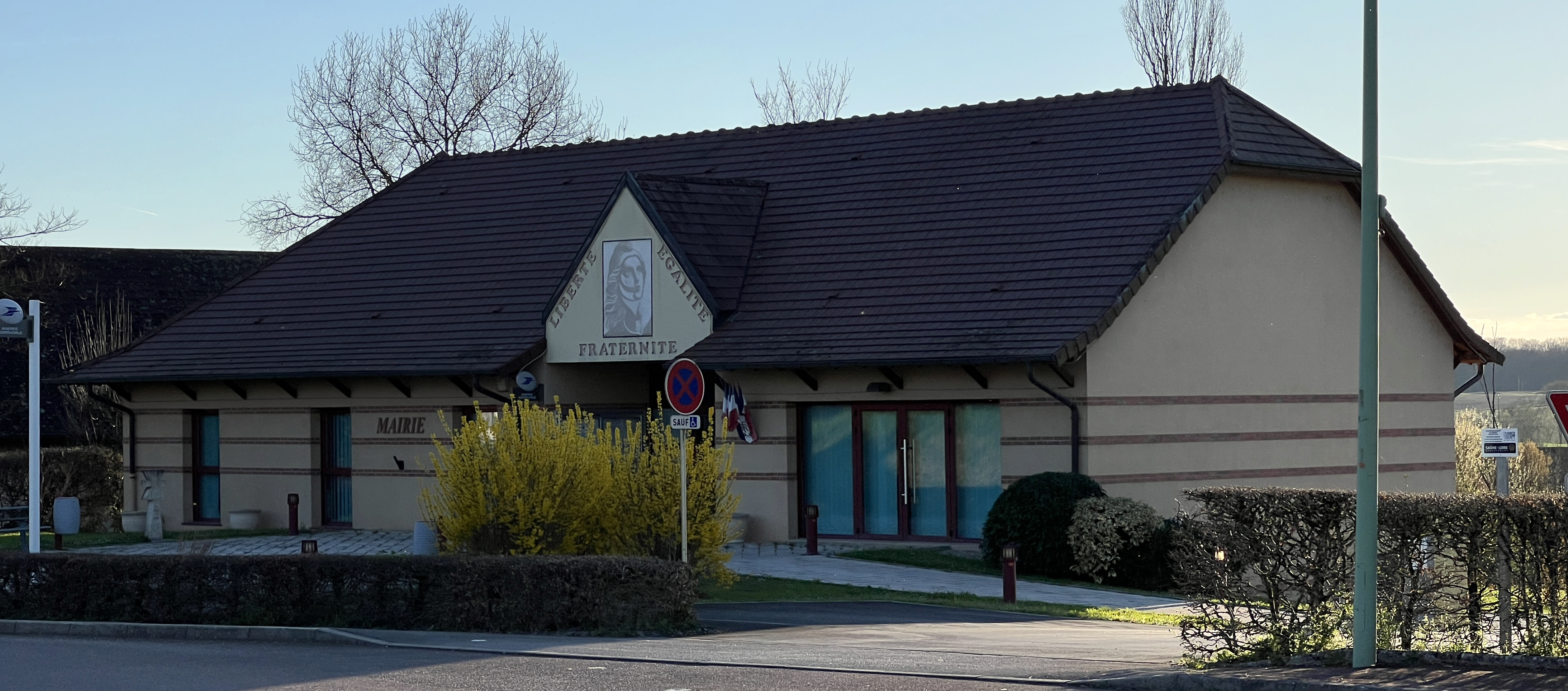
Mairie.

### Tendances politiques et résultats

#### Élections présidentielles
Le village de Sagy place en tête à l'issue du premier tour de l'élection présidentielle française de 2017, Marine Le Pen (RN) avec 29,28 % des suffrages. Mais lors du second tour, Emmanuel Macron (LaREM) est en tête avec 52,83 %.

#### Élections législatives
Le village de Sagy faisant partie de la quatrième circonscription de Saône-et-Loire, place lors du 1er tour des élections législatives françaises de 2017, Cécile Untermaier (PS) avec 22,25 % ainsi que lors du second tour avec 57,10 % des suffrages.
Lors du 1er tour des élections législatives françaises de 2022, Cécile Untermaier (PS), députée sortante, arrive en tête avec 36,74 % des suffrages comme lors du second tour, avec cette fois-ci, 54,59 % des suffrages.

#### Élections régionales
Le village de Sagy place la liste « Pour la Bourgogne et la Franche-Comté » menée par Gilles Platret (LR) en tête, dès le 1er tour des élections régionales de 2021 en Bourgogne-Franche-Comté, avec 25,21 % des suffrages. Lors du second tour, les habitants décideront de placer la liste de « Notre Région Par Cœur » menée par Marie-Guite Dufay, présidente sortante (PS) en tête, avec cette fois-ci, près de 39,43 % des suffrages. Devant les autres listes menées par Gilles Platret (LR) en seconde position avec 29,67 %, Julien Odoul (RN), troisième avec 23,58 % et en dernière position celle de Denis Thuriot (LaREM) avec 7,32 %. Il est important de souligner une abstention record lors de ces élections qui n'ont pas épargné le village de Sagy avec lors du premier tour 73,32 % d'abstention et au second, 73,73 %.

#### Élections départementales
Le village de Sagy faisant partie du canton de Louhans place le binôme de Mathilde Chalumeau (DVD) et de Anthony Vadot (DVD), en tête, dès le 1er tour des élections départementales de 2021 en Saône-et-Loire avec 56,20 % des suffrages. Lors du second tour, les habitants décideront de placer de nouveau le binôme de Mathilde Chalumeau (DVD) et de Anthony Vadot (DVD) en tête, avec cette fois-ci, près de 74,15 % des suffrages. Devant l'autre binôme menée par Cyriak Cuenin (RN) et Annie Hassler (RN) qui obtient 25,85 %. Il est important de souligner une abstention record lors de ces élections qui n'ont pas épargné le village de Sagy avec lors du premier tour 72,18 % d'abstention et au second, 73,32 %.

### Liste des maires de Sagy
| Période                                  | Période   | Identité               | Étiquette | Qualité                                                                                         |
| ---------------------------------------- | --------- | ---------------------- | --------- | ----------------------------------------------------------------------------------------------- |
| av. 1919                                 | 1920      | Pierre-Marie Petitjean | inc       |                                                                                                 |
| 1921                                     | env. 1922 | François Boivin        | inc       |                                                                                                 |
| env.1926                                 | 1933      | Jean-Marie Laumonnier  | inc       |                                                                                                 |
| 1934                                     | env. 1942 | Louis Couriot          | inc       | Directeur d'école publique, conseiller d'arrondissement, nommé conseiller départemental en 1942 |
| env.1945                                 | 1947      | François Monin         | inc       |                                                                                                 |
| 1948                                     | 1954      | Léon Moureau           | inc       |                                                                                                 |
| 1955                                     | 1959      | Gabriel Piet           | inc       |                                                                                                 |
| 1960                                     | 1972      | Roger Moureau          | inc       |                                                                                                 |
| 1973                                     | 1991      | Robert Petit           | PS        | Conseiller général du canton de Beaurepaire-en-Bresse (1973-1992)                               |
| 1991                                     | mars 2014 | Paul Colas             | DVG       | Retraité                                                                                        |
| mars 2014                                | en cours  | Denis Parisot          | DVG       |                                                                                                 |
| Les données manquantes sont à compléter. |           |                        |           |                                                                                                 |

## Démographie
L'évolution du nombre d'habitants est connue à travers les recensements de la population effectués dans la commune depuis 1793. Pour les communes de moins de 10 000 habitants, une enquête de recensement portant sur toute la population est réalisée tous les cinq ans, les populations de référence des années intermédiaires étant quant à elles estimées par interpolation ou extrapolation. Pour la commune, le premier recensement exhaustif entrant dans le cadre du nouveau dispositif a été réalisé en 2006.

En 2022, la commune comptait 1 250 habitants, en évolution de +0,97 % par rapport à 2016 (Saône-et-Loire : −1,06 %, France hors Mayotte : +2,11 %).
| 1793  | 1800  | 1806  | 1821  | 1831  | 1836  | 1841  | 1846  | 1851  |
| ----- | ----- | ----- | ----- | ----- | ----- | ----- | ----- | ----- |
| 2 102 | 2 118 | 2 469 | 2 257 | 2 418 | 2 525 | 2 649 | 2 730 | 2 605 |

| 1856  | 1861  | 1866  | 1872  | 1876  | 1881  | 1886  | 1891  | 1896  |
| ----- | ----- | ----- | ----- | ----- | ----- | ----- | ----- | ----- |
| 2 471 | 2 380 | 2 513 | 2 477 | 2 592 | 2 563 | 2 476 | 2 421 | 2 515 |

| 1901  | 1906  | 1911  | 1921  | 1926  | 1931  | 1936  | 1946  | 1954  |
| ----- | ----- | ----- | ----- | ----- | ----- | ----- | ----- | ----- |
| 2 537 | 2 547 | 2 524 | 2 020 | 2 007 | 2 010 | 2 005 | 1 755 | 1 572 |

| 1962  | 1968  | 1975  | 1982  | 1990  | 1999  | 2006  | 2011  | 2016  |
| ----- | ----- | ----- | ----- | ----- | ----- | ----- | ----- | ----- |
| 1 446 | 1 299 | 1 172 | 1 156 | 1 155 | 1 109 | 1 198 | 1 223 | 1 238 |

| 2021  | 2022  | - | - | - | - | - | - | - |
| ----- | ----- | - | - | - | - | - | - | - |
| 1 241 | 1 250 | - | - | - | - | - | - | - |

## Lieux et monuments

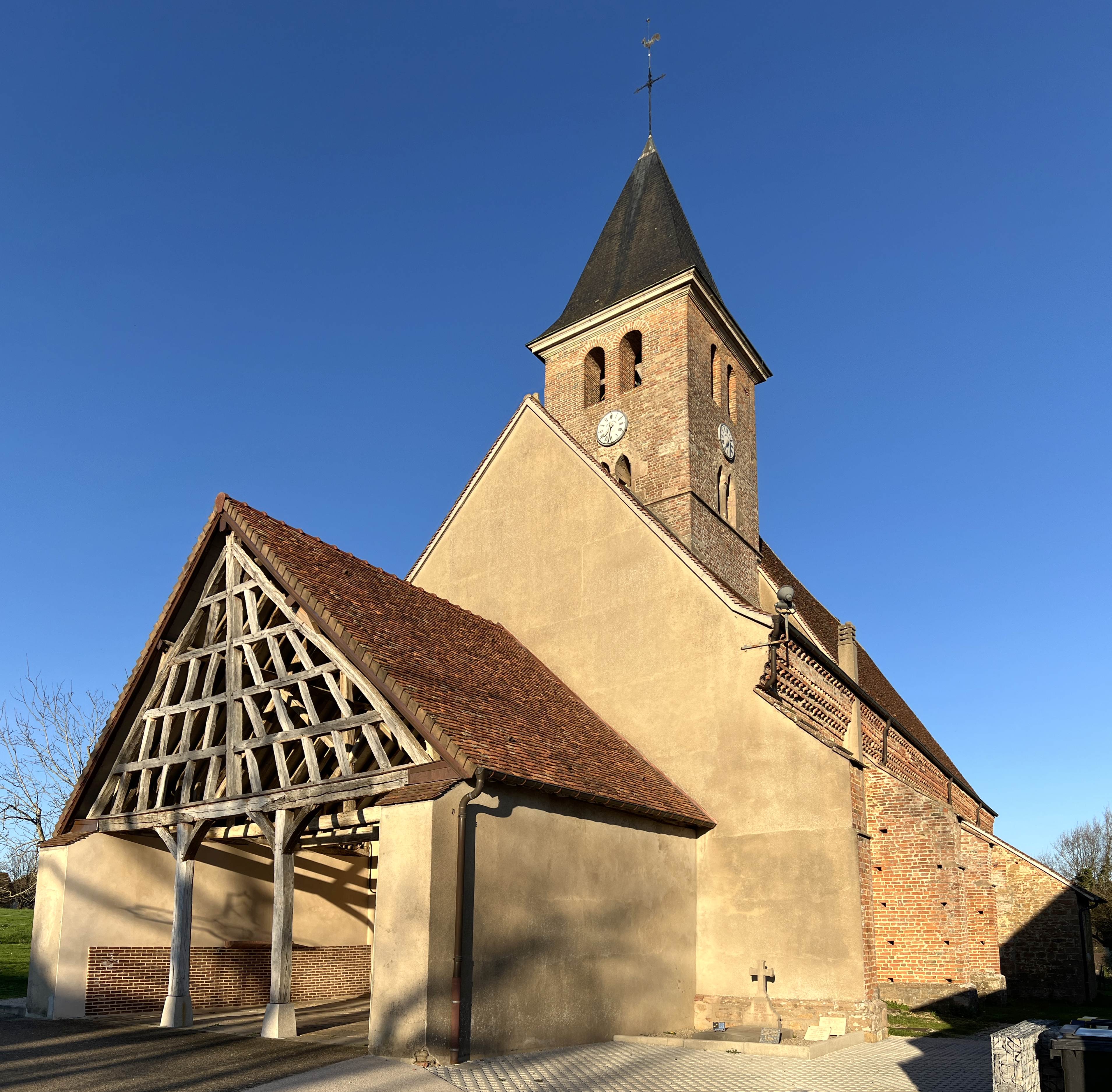
Église Saint-Pierre.

- L'église, placée sous le vocable de saint Pierre, assez complexe dans son architecture (elle est romane dans sa structure primitive, comme l'atteste la souche du clocher et l'entrée du bâtiment qui fait office de porche). Sa façade offre un curieux auvent ou avant-porche à poutraison apparente. L'intérieur présente un ensemble de statues, de tableaux et de dalles funéraires. Sur le côté droit : tombe de Ferdinand Berthier (1803-1886), sourd lui-même, pionnier du combat pour la langue des signes et les droits civiques des sourds et muets.
- La maison du Bailli, superbe maison bressane (de type manoir-ferme) à « double grenier » et « double pigeonnier », du XVIIe siècle[23].
- Un parc animalier : « Les animaux des petits bois », ferme-exposition créée en 1996[24].
- Un tilleul planté aux abords de l'église en 1551, proclamé « arbre de la Liberté » en 1792[25] (arbre dont l’énorme tronc, doté d’une belle ramure, présente la particularité de constituer une grande cavité de presque 6 m² dans laquelle on peut entrer[26]).
- La croix du nouveau cimetière, en pierre du Jura, taillée par Vivant Charvet, sculpteur à Louhans, en 1899.
- Au lieu-dit « Le bourg de Sagy » : le site primitif du village (où se distingue encore une ancienne motte féodale)[27].

## Personnalités liées à la commune

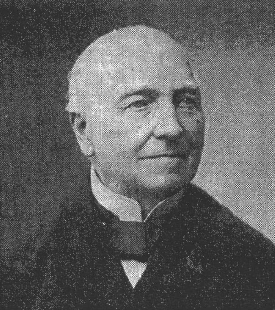
Ferdinand Berthier, l'un des créateurs de la société universelle des sourds-muets.

- Ferdinand Berthier (1803-1886) : professeur à l'École des sourds-muets de Paris de 1829 à 1865. Il fut un des créateurs de la Société universelle des sourds-muets. Il fut le premier sourd-muet fait chevalier de la Légion d'honneur, en 1849. Il décède à Paris en 1886, sa tombe se trouve à droite du porche de l'église.
- Jacques Buatois (1819-1900) : poète bressan né à Sagy le 25 février 1819 (au hameau des Bullets)[28].

## Pour approfondir